# Gare de Moult - Argences
La gare de Moult - Argences est une halte ferroviaire française de la ligne de Mantes-la-Jolie à Cherbourg, située sur le territoire de la commune de Moult-Chicheboville, à proximité d'Argences, dans le département du Calvados, en région Normandie.

## Situation ferroviaire
Établie à 37 mètres d'altitude, la gare de Moult - Argences est située au point kilométrique (PK) 224,899 de la ligne de Mantes-la-Jolie à Cherbourg, entre les gares de Frénouville - Cagny et Mézidon.

## Histoire
La gare est ouverte par la Compagnie des chemins de fer de l'Ouest.
En 1912, la Compagnie du chemin de fer d'Argences ouvre la ligne du Fresne d'Argences à Moult-Argences qui reliait Moult à la tuilerie du Fresne d'Argences via la gare d'Argences. Cette ligne ferme définitivement en 1936. Cette ligne possédait son propre bâtiment voyageurs, situé plus au nord de celui de l'administration de l'État (ex compagnie de l'Ouest).
Durant l'Occupation allemande :

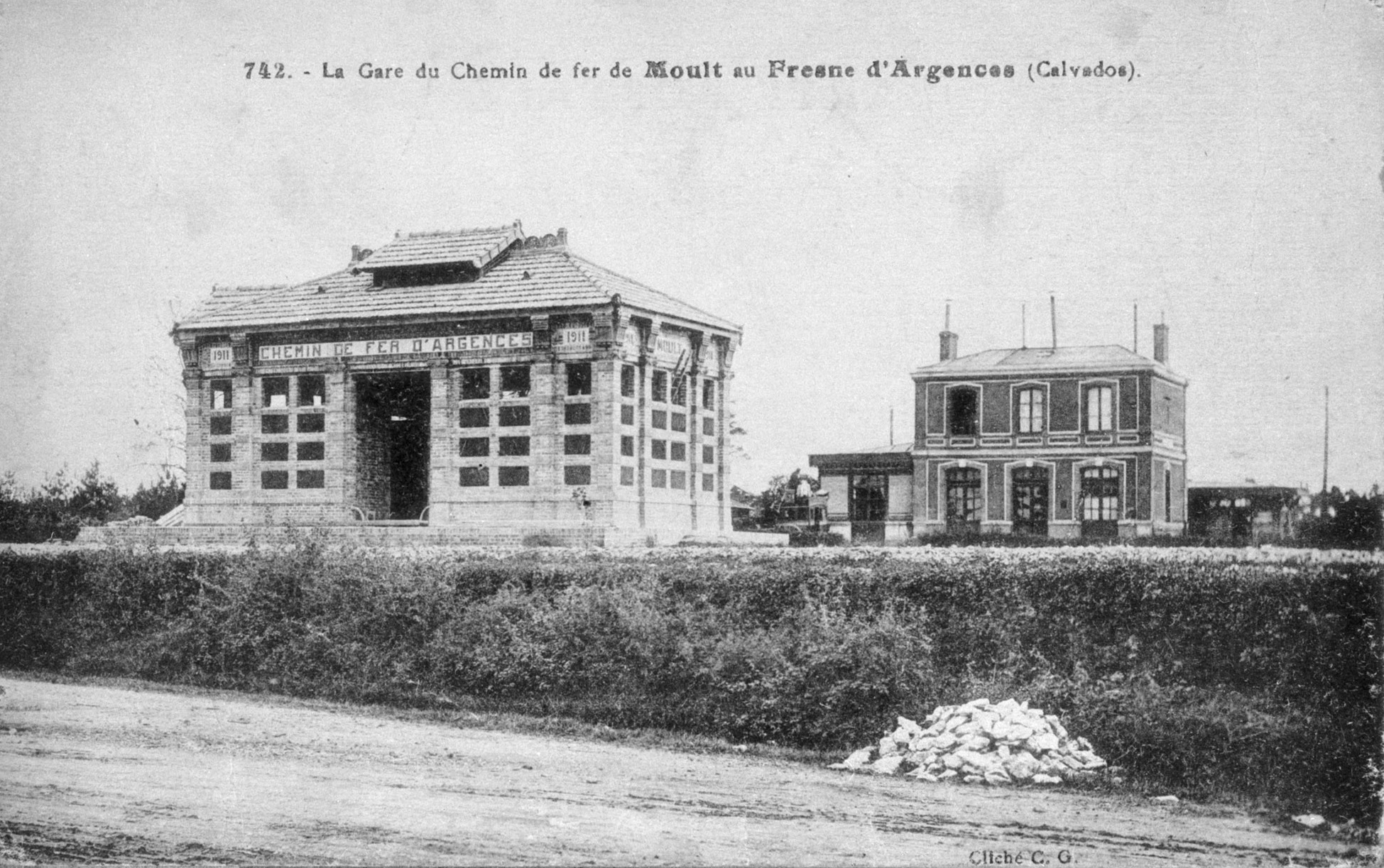
Les deux anciennes gares de Moult-Argences.

- Le 16 avril 1942, un groupe de résistants fait dérailler le train Maastricht – Cherbourg, faisant 28 morts et 19 blessés, des marins de la Kriegsmarine revenant de permission. Un rail a été déboulonné et déplacé en moins de 20 minutes (écart avec le train précédent)[5]. Malgré d'importantes recherches, la fouille de dépôts SNCF et des contrôles le jour même jusqu'à la gare Saint-Lazare, les Allemands n'arrivent pas à mettre la main sur les saboteurs. Ils procèdent à des représailles, fusillant des prisonniers principalement communistes[5]. Ils décident également que les trains allemands sur cette ligne transporteront désormais des otages français[5].
- 15 jours plus tard, le 30 avril, en représailles des représailles, un nouveau déraillement du même train est provoqué au même endroit tuant 10 soldats allemands et en blessant 22 autres[6]. Aucun des otages français, rassemblées dans un même wagon de tête, n'est tué ou blessé[5].

## Fréquentation
De 2015 à 2023, selon les estimations de la SNCF, la fréquentation annuelle de la gare s'élève aux nombres indiqués dans le tableau ci-dessous.
| Année     | 2015   | 2016   | 2017   | 2018   | 2019   | 2020   | 2021   | 2022   | 2023   |
| --------- | ------ | ------ | ------ | ------ | ------ | ------ | ------ | ------ | ------ |
| Voyageurs | 52 358 | 50 359 | 54 219 | 52 825 | 65 037 | 42 302 | 46 947 | 61 050 | 74 753 |

## Service des voyageurs

### Desserte
Elle est desservie par les trains TER Normandie (liaison de Caen à Lisieux).

## Service des marchandises
La gare est ouverte au trafic du fret. Le service est limité aux transports par train en gare (train massif uniquement) et aux transports par train sur installations terminales embranchées. Elle dépend du centre régional de douane de Caen et de la plateforme de Sotteville.